# Bruce Cockburn
Bruce Cockburn (* 27. května 1945) je kanadský zpěvák a kytarista. Narodil se v Ottawě a v letech 1964 až 1966 studoval na Berklee College of Music. V roce 1966 začal vystupovat s kapelou The Children, která zanikla přibližně po jednom roce existence. V roce 1967 se stal členem zavedené skupiny The Esquires, která však zanedlouho zanikla. Později byl členem kapely The Flying Circus. Své první sólové album vydal v roce 1971 a následovaly více než dvě desítky dalších. V roce 2014 vydal autobiografickou knihu nazvanou Rumours of Glory.